# Corsaire de Chine
Pour plus de détails, voir Fiche technique et Distribution.
Corsaire de Chine (China Corsair) est un film américain réalisé par Ray Nazarro, sorti en 1951.

## Fiche technique
- Titre original : China Corsair
- Titre français : Corsaire de Chine
- Réalisation : Ray Nazarro
- Scénario : Harold Greene
- Photographie : Philip Tannura
- Montage : Richard Fantl
- Société de production : Columbia Pictures
- Pays de production : États-Unis
- Format : Noir et blanc - 1,37:1
- Genre : aventure
- Durée : 76 minutes
- Date de sortie : 
  - États-Unis : 12 juin 1951

## Distribution
- Jon Hall : McMillan
- Lisa Ferraday (en) : Tamara Liu Ming
- Ron Randell : Paul Lowell
- Douglas Kennedy : Capitaine Frenchy
- Ernest Borgnine : Hu Chang
- John Dehner : Pedro
- Marya Marco : Lotus
- Philip Ahn : Wong San